# Hofanlage Im Dorfe 9
Die Hofanlage Im Dorfe 9 in der niedersächsischen Gemeinde Sandbostel, Ortsteil Ober Ochtenhausen, wurde im 19. Jahrhundert gebaut. Aktuell (2025) wird sie zum Wohnen und wohl landwirtschaftlich genutzt.
Die Gebäude stehen unter Denkmalschutz (siehe auch Liste der Baudenkmale in Sandbostel).

## Geschichte und Beschreibung
Ober Ochtenhausen wurde 1218 erstmals erwähnt und gehört zur heutigen Samtgemeinde Selsingen im Landkreis Rotenburg (Wümme).
Die Hofanlage besteht aus
- dem eingeschossigen giebelständigen Wohn- und Wirtschaftsgebäude als Zweiständer-Hallenhaus in Fachwerk mit Steinausfachungen, reetgedecktem Krüppelwalmdach, Uhlenloch und der Grooten Door mit Rundbogen und Inschrift,
- der giebelständigen Scheune von um 1850 in Fachwerk mit Steinausfachungen, Satteldach und zwei Querdurchfahrten sowie senkrechten Verbrettungen in den Giebeldreiecken,[2]
- und dem Stall von 1871.[3]

Das Landesdenkmalamt hat keine Beschreibung und Bilder in der Liste veröffentlicht.